# Sparrmannia pseudotransvaalica
Sparrmannia pseudotransvaalica är en skalbaggsart som beskrevs av Evans 1989. Sparrmannia pseudotransvaalica ingår i släktet Sparrmannia och familjen Melolonthidae. Inga underarter finns listade i Catalogue of Life.